# Bo'ness
Bo'ness — plus exactement Borrowstounness — est une ville côtière située dans les basses terres centrales, les plaines centrales, de l'Écosse. Elle se trouve sur une colline sur la rive sud de l'estuaire du Forth dans la zone du council (secteur) du Falkirk, 16,9 miles (27,2 km) au nord-ouest d'Édimbourg et de 6,7 miles (10,8 km) à l'est de la ville Falkirk.
Au recensement de 2001, la ville avait une population résidente de 13,961, mais selon une estimation de 2008 qui a depuis grimpé à 14.490.

## Culture
Bo'ness a son propre club de football, le Bo'ness Football Club. Le club a joué une seule année en première division du Championnat d'Écosse de football.
L'ancienne gare de Bo'Ness abrite le musée des chemins de fer écossais que l'on peut visiter d'avril à octobre.